# Bhumesthan
Bhumesthan (nep. भुमेस्थान) – gaun wikas samiti w środkowej części Nepalu w strefie Bagmati w dystrykcie Dhading. Według nepalskiego spisu powszechnego z 2001 roku liczył on 1747 gospodarstw domowych i 10390 mieszkańców (5119 kobiet i 5271 mężczyzn).